# Avatha devittalis
Avatha devittalis là một loài bướm đêm trong họ Erebidae.